# Giuseppe Piermarini

Giuseppe Piermarini, porträtiert von Martin Knoller

Giuseppe Piermarini (* 18. Juli 1734 in Foligno; † 18. Februar 1808 ebenda) war ein italienischer Architekt. Zu seinen bekanntesten Bauprojekten zählt das Mailänder Opernhaus Teatro alla Scala.

## Leben
Nach seinem Architekturstudium bei Luigi Vanvitelli in Rom unterstützte er seinen Lehrer zwischen 1765 und 1769 beim Bau des Palasts von Caserta bei Neapel. 1770 begann er mit seinem ersten eigenen Projekt: dem Umbau der Universität von Pavia. Zwischen 1776 und 1778 wurde er mit dem Entwurf des Mailänder Opernhauses Teatro alla Scala beauftragt, das sein bekanntestes Projekt werden sollte.
Zu derselben Zeit folgte Piermarini dem Ruf an die neu gegründete Akademie der Schönen Künste in Mailand und übernahm den Lehrstuhl für Architektur.
1777 begann Piermarini mit dem Bau der Königlichen Villa von Monza; 1778 errichtete er die Galleria Nuova, einen Korridor in Palazzo Ducale in Mantua. Weitere Bauprojekte folgten: Palazzo Greppi (1772–1778), Palazzo Belgioioso (1772–1781) und die Fassade der Kirche Prepositurale dei Santi Gervasio e Protasio (1780) in Parabiago.
1798 kehrte Piermarini in seine Heimatstadt Foligno zurück, um an weiteren Bauprojekten mitzuwirken. Er starb am 18. Februar 1808 in Foligno.

## Galerie

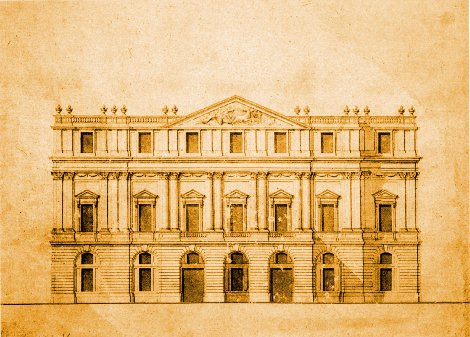
Teatro alla Scala: Entwurf von 1779
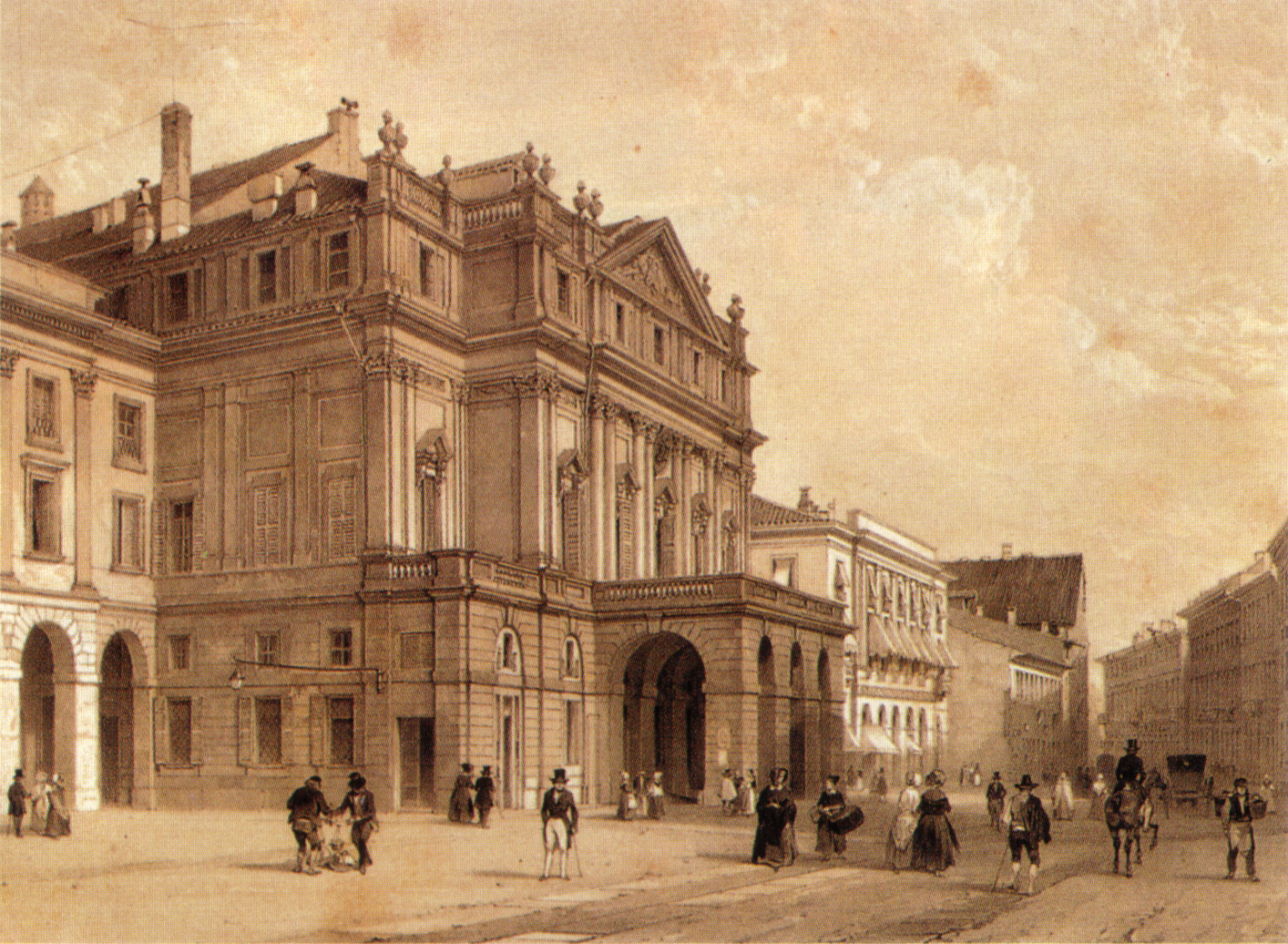
Teatro alla Scala im 19. Jahrhundert
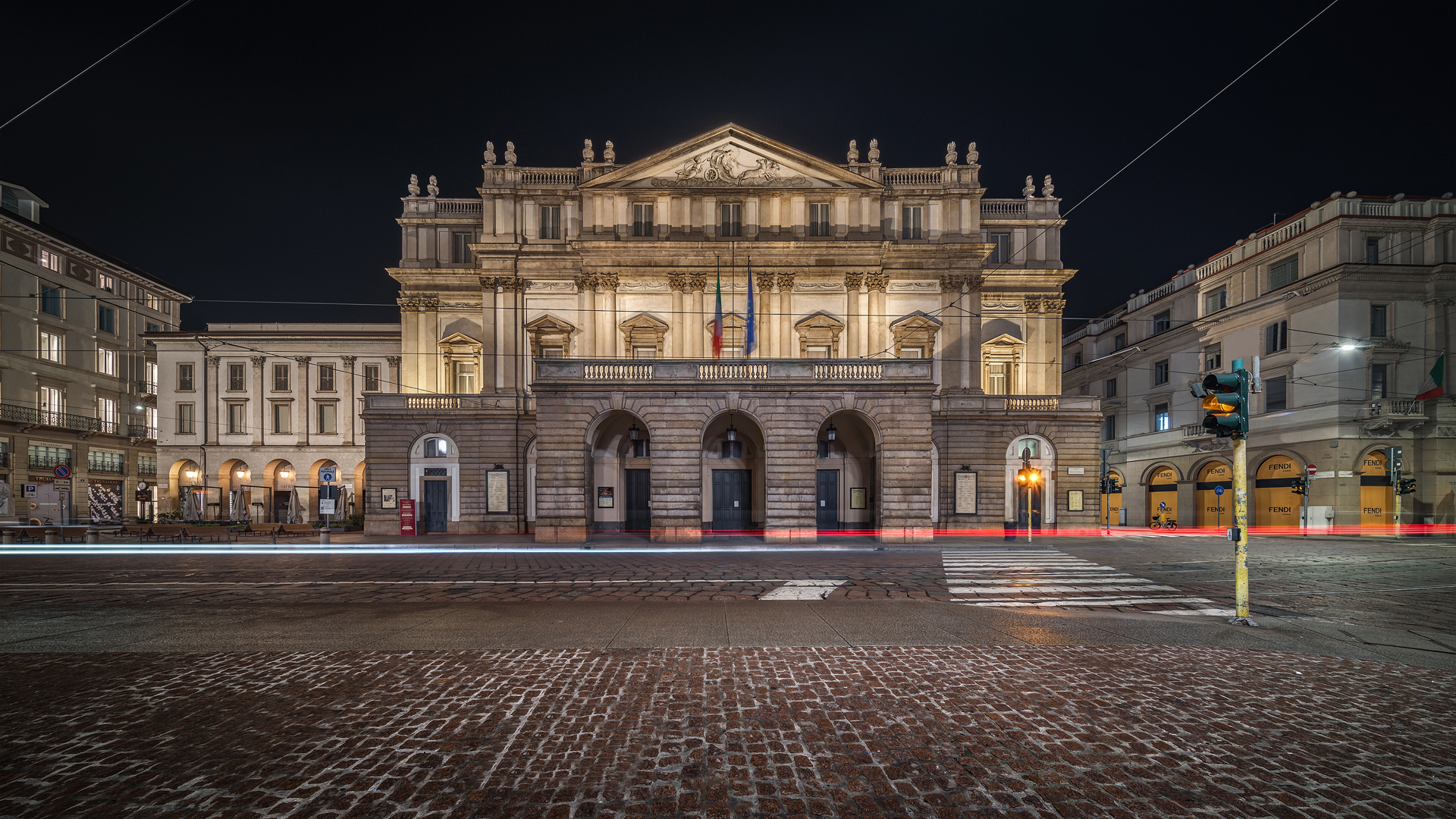
Teatro alla Scala in Mailand
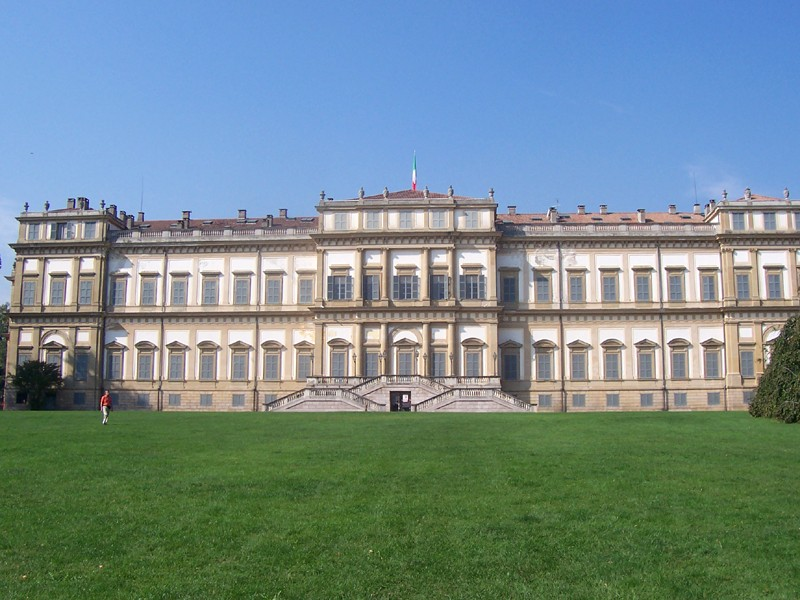
Königliche Villa von Monza
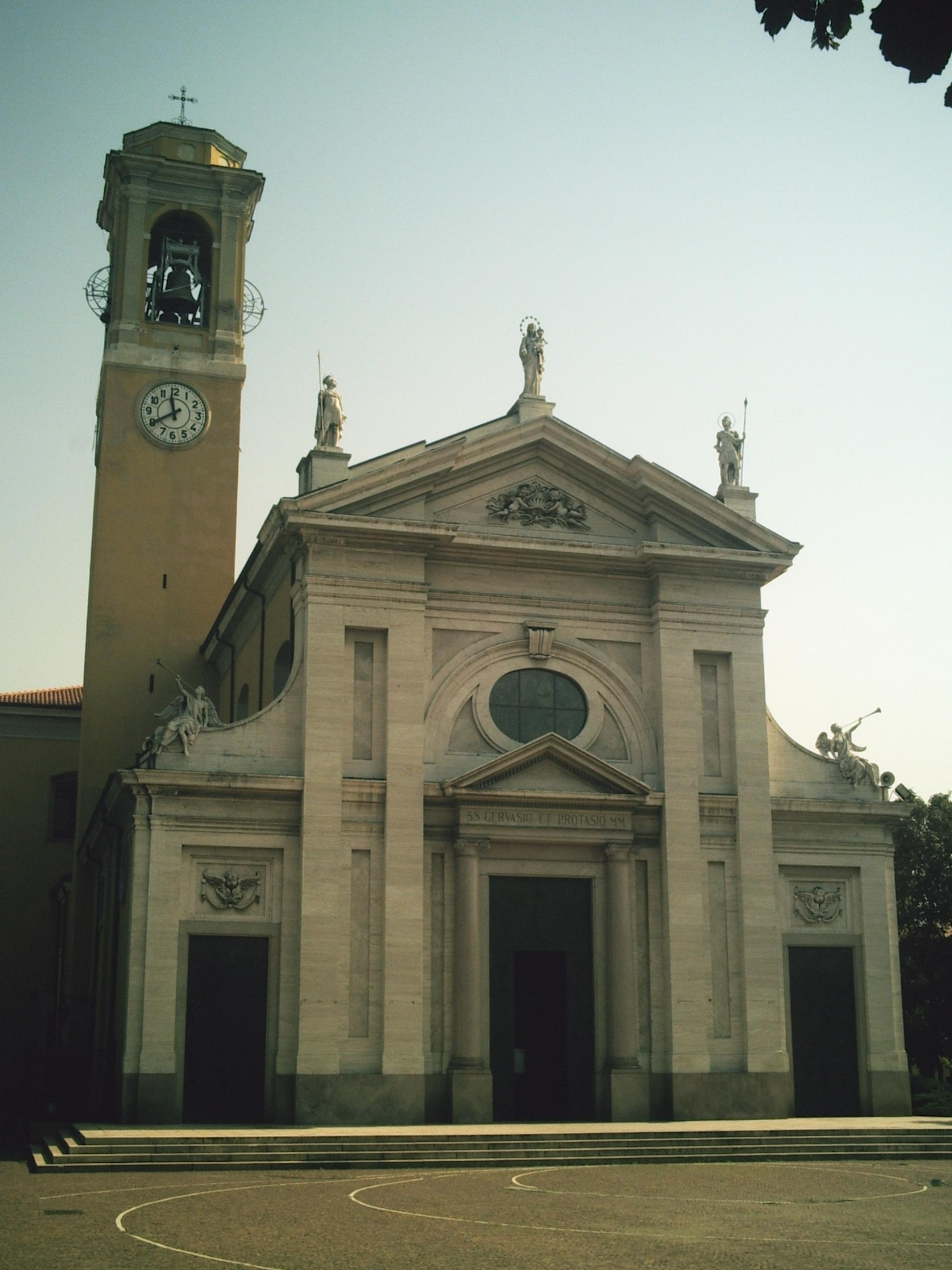
Prepositurale dei Santi Gervasio e Protasio